# Emmett Starr
Emmet Starr (Comtat d'Adair, Oklahoma, 12 de desembre de 1870 - Saint Louis, Missouri, 30 de gener de 1930) fou un historiador, genealogista, físic i escriptor estatunidenc. Fill de mestissos cherokees, va créixer en una granja a Claremore i es va graduar en medicina el 1891, però des del 1896 es dedicà a recollir materials per a compondre el seu History of the Cherokee Indians and Their Legends and Folklore (1922). Fou representant al parlament cherokee i partidari de crear un Estat Indi. També publicà Cherokees West (1910), Encyclopaedia of Oklahoma (1912), i Early history of the cherokees (1917).